# 渡邊美佐 (配音員)
渡邊美佐（日语：／ Watanabe Misa，1964年4月30日—）是日本女性聲優，現屬青二Production。桐朋學園藝術短期大學演劇學科卒業，過去曾屬Production baobab。

## 出演作品

### 電視動畫
- 妮嘉尋親記（瑪麗）
- 我們這一家（美容師、公司職員、店員）
- 動物橫町（しーちゃん）
- 學校怪談（桃子之母）
- 金田一少年之事件簿（派翠西亞(派特)・歐布萊恩）
- 麻辣教師GTO（藤森老師）
- 格鬥小霸王（潔奴）
- 大長今（壺お姉さん）
- 幸運超人（洋一之母）
- 小豬萬萬歲（矢玉主播）
- 火影忍者（ツナミ）
- 暮蟬悲鳴時（間宮麗奈）
- 我要上太空（かさねの母）
- 血戰（岡村之母）
- 名偵探柯南（新倉弓子、主婦B）
- 動物偵探奇魯米（羽鳥美紗）
- 麵包超人（小蜂蜜、卡連、毛巾君）

1996年
- 天才寶貝（榎木由加子）
- 鋼鐵神兵（B'Tマドンナ）

1997年
- CLAMP學園偵探團（真辺先生）

1998年
- 哆啦A夢（太郎的媽媽、主婦）

1999年
- 危險調查員（安娜）

2000年
- 最遊記（觀世音菩薩）

2001年
- ONE PIECE（娜菲魯塔莉·薇薇）
- X（真神時鼓）

2003年
- 蠟筆小新（主持人）

2005年
- BASILISK甲賀忍法帖（朱絹）
- 絕對少年（土岐宮はな）

2006年
- 飛輪少年（京）
- 童話槍手小紅帽（桑杜瑞拉）
- 金色琴弦（教頭）
- 飛天小女警Z（豪德寺清子（小都的奶奶））

2007年
- 蠟筆小新（教練）

2008年
- 鬼太郎第五部（針女）
- 死後文（落合編集長）
- 魍魎之匣（長尾郁子）
- 西洋古董洋菓子店（漆原）
- 白虎（瀨川老師）

2009年
- 續 夏目友人帳（紅峰）
- 天堂餐館（加布蕾娜）
- 你好 安妮 ～Before Green Gables（愛麗莎・哈里根（喬安娜的母親））、愛德娜・哥德弗雷
- FRESH光之美少女！（諾沙）

2011年
- 「C」（澤村協子、四方田英美）
- 夏目友人帳 叁（紅峰）

2012年
- 櫻桃小丸子（和壽子）

2016年
- 夏目友人帳 伍（紅峰）

2021年
- 暮蟬悲鳴時 卒 （間宮麗奈）

2022年
- 數碼寶貝幽靈遊戲（沙羅曼蛇獸）

### OVA
- 童話槍手小紅帽（桑杜瑞拉）
- 鴉 -KARAS-（土蜘蛛）

### 劇場版動畫
- 超人特攻隊（幻影）
- ONE PIECE
  - 2005祭典男爵與神祕島（莉莉康乃馨）
  - 2007沙漠王女與海賊們（娜菲魯塔莉·薇薇）

2023年
- 劇場版 森林家族 來自芙蕾雅的禮物（旁白[1]）

### 網路動畫
- 美少女戰士Crystal（貝莉爾女王）

### 游戏
- 潜龙谍影3：食蛇者（EVA）
- 女神异闻录5 乱战 魅影攻手（EMMA）

## 外部連結
- 事務所公開簡歷 （页面存档备份，存于）（日語）
- 個人網誌 （页面存档备份，存于）（日語）
- 羽衣1011 オフィシャルサイト（日語）
- 羽衣1011 ★ラジオ＆ラジオドラマ★（日語）

1. ↑  . MANTANWEB. 2023-09-04  [2023-09-04]. （原始内容存档于2023-09-05） （日语）.